# Kloster Gravenhorst

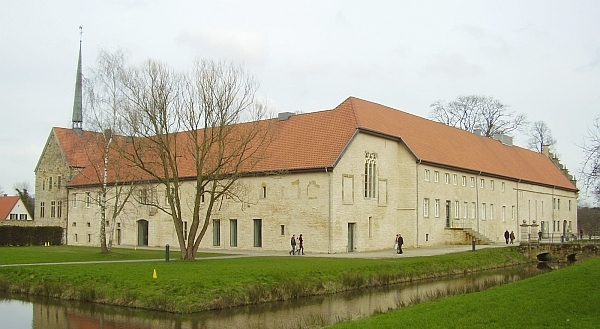
Kloster Gravenhorst

Das Kloster Gravenhorst ist eine ehemalige Zisterzienserinnenabtei in der Hörsteler Bauerschaft Gravenhorst in der westfälischen Region Tecklenburger Land (Kreis Steinfurt). Neben Leeden und Schale war es eines von drei Klöstern der Zisterzienserinnen, die im 13. Jahrhundert im Tecklenburger Land entstanden.

## Geschichte

### Mittelalter und Frühe Neuzeit
Der tecklenburgische Ritter Konrad von Brochterbeck gründete das Kloster 1256 zusammen mit seiner Frau Amalgarde von Budde und stattete es durch die Schenkung eines Landgutes samt Fischteich sowie Wäldern und Wiesen mit Grundbesitz aus. Erste Äbtissin wurde seine einzige Tochter Oda, die es in der Folgezeit verstand, den Klosterbesitz zu mehren und dafür zu sorgen, dass ihr Orden zwar nicht offiziell anerkannt, aber dennoch geduldet wurde. In den auf die Gründung folgenden 50 Jahren konnte das Kloster Gravenhorst überwiegend Güter der Tecklenburger Grafen und ihrer Ministerialen erwerben. Bei den Besitzverhältnissen ist auffällig, dass viele der Vorbesitzer zum engeren Gefolge der Grafen gehörten. Der klösterliche Besitzschwerpunkt lag dabei im südwestlichen Tecklenburger Land.
Doch die Zeiten waren unruhig. Die Nonnen der Gravenhorster Abtei mussten sich nicht nur gegen Übergriffe weltlicher Herren zur Wehr setzen, hinzu kamen auch beständige Auseinandersetzungen mit dem Generalkapitel der Zisterzienser, dem die große Selbständigkeit der Gravenhorsterinnen sowie deren enger Kontakt mit ihrem weltlichen Umfeld immer missfiel. Trotzdem gelang es der kleinen Gemeinschaft bis zum Beginn des 19. Jahrhunderts, die Eigenständigkeit zu wahren und ihre Interessen gegen alle Widerstände durchzusetzen.
Im Jahre 1764 gründeten die Ordensschwestern eine Schule für höhere Töchter beider Konfessionen und untermauerten so ihre Stellung als notwendige Institution zum Wohl der umliegenden Siedlungen. Teile der damaligen Unterrichtsmaterialien befinden sich heute noch in der wertvollen Gravenhorster Klosterbibliothek, die auch mehrere Handschriften aus dem 12. und 13. Jahrhundert beinhaltet.

### 19. bis 21. Jahrhundert
Nach dem Reichsdeputationshauptschluss 1803 wurde das Kloster zunächst noch fünf Jahre unter weltlicher Leitung weitergeführt, 1808 aber endgültig aufgelöst. 1811 verließen die letzten Zisterzienserinnen die Abtei. Bis 1822 betrieb Andreas Friedrich Uhthoff, der spätere Gründer der Eisengießerei Uhthoff, gemeinsam mit seinem Geschäftspartner Franz Anton Egells in Gebäuden des ehemaligen Klosters eine Maschinenbauanstalt und konstruierte unter anderem Dampfmaschinen. Den Gussstahl dazu bezogen die Unternehmer von Friedrich Krupp.
Es folgten zahlreiche Besitzerwechsel und unterschiedliche Nutzungen der Klostergebäude. Zuletzt war dort eine Champignonzucht untergebracht, ehe der Trägerverein Kloster Gravenhorst e. V. die Anlage 1986 kaufte. Ende der 1990er Jahre übernahm der Kreis Steinfurt das Kloster Gravenhorst als erbbauberechtigter Projektträger und bemühte sich in den Folgejahren um eine neue Nutzung des sanierungsbedürftigen Gebäudeensembles. Ein kulturelles Nutzungskonzept wurde im Rahmen des Strukturförderprogramms „Regionale 2004 links und rechts der Ems“ des Landes NRW erstellt, das die notwendigen Gelder für die Instandsetzung in Aussicht stellte, sodass dort im Mai 2004 das DA, Kunsthaus Kloster Gravenhorst seine Pforten öffnen konnte. Das Kunsthaus hat sich der kulturellen Bildung verschrieben und veranstaltet dort wechselnde Ausstellungen, Workshops, Konzerte sowie Weiterbildungsprogramme zu Kunst und Geschichte.
Um die ehemalige Klostermühle sowie um Belange in den Außenanlagen des Klosters kümmert sich der Förderverein Kloster Gravenhorst e. V., der 2014 sein 25-jähriges Jubiläum feiern konnte.

## Die Gebäude
Die Klosteranlage wurde im Laufe ihres Bestehens mehrfach zerstört und wieder aufgebaut, so dass ihr Äußeres häufig nachhaltig verändert wurde. Die Gestalt der heutigen Gebäude datiert in das 18. Jahrhundert. Trotzdem ist das Kloster Gravenhorst in seiner Gesamtheit fast vollständig erhalten und stellt somit eine der wenigen noch komplett existierenden Klosteranlagen im Norden Deutschlands dar.
Bereits 1317 kam die Anlage durch einen Brand zu Schaden. Diesem Zwischenfall folgten zahlreiche weitere Zerstörungen. Allein in der Zeit von 1618 bis 1623 wurde das Kloster während des Dreißigjährigen Krieges 13-mal überfallen und geplündert.
1999 begannen erste Planungen zur Sanierung und Restaurierung der Gebäude, die von 2000 bis 2004 stattfanden.

### Klosterkirche St. Bernhard
Die gotische Klosterkirche wurde 1300 fertiggestellt und ist der älteste erhaltene Teil des Klosters. Den strengen Ordensregeln der Zisterzienser folgend handelt es sich um ein schmuckloses Gotteshaus ohne Kirchturm. Die Glocken hängen in einem schlichten Dachreiter. Im Inneren der Kirche befindet sich der Hochaltar, der von dem Rheiner Bildhauer Heinrich Meiering im Jahre 1641 aus Baumberger Sandstein angefertigt wurde und eine Stiftung der Adelsfamilie von Grotthuß ist. Die Kanzel stammt aus der Zeit um 1700.

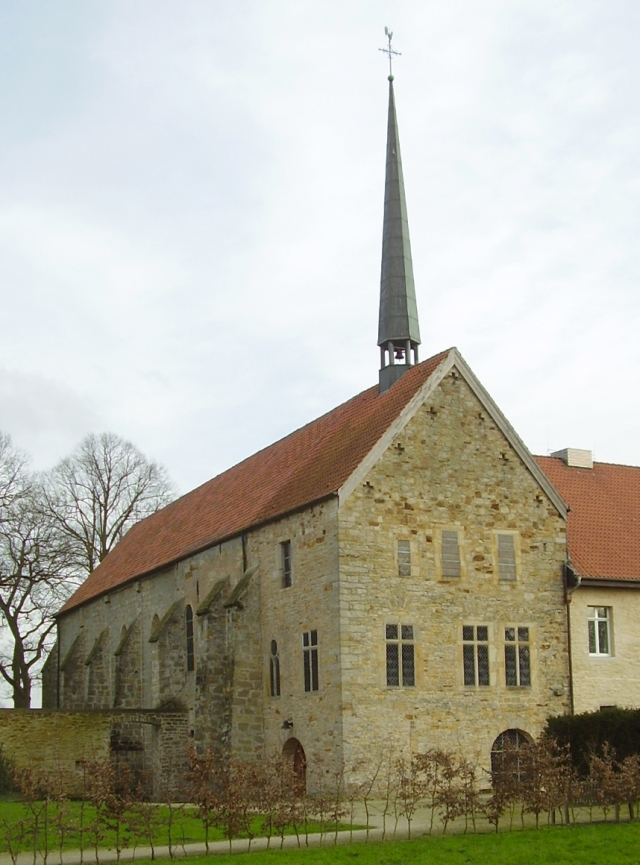
Klosterkirche, Außenansicht
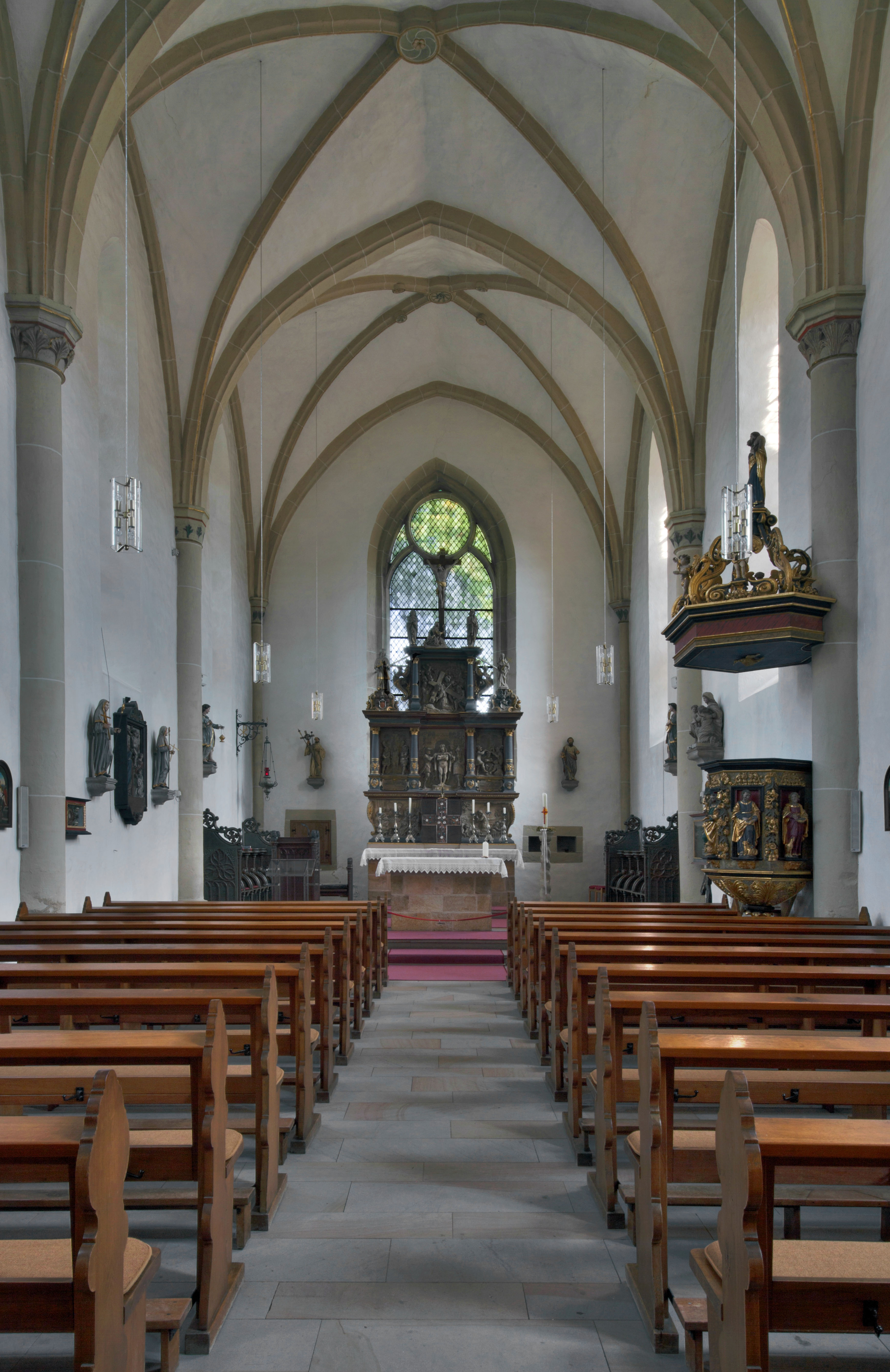
Inneres der Klosterkirche
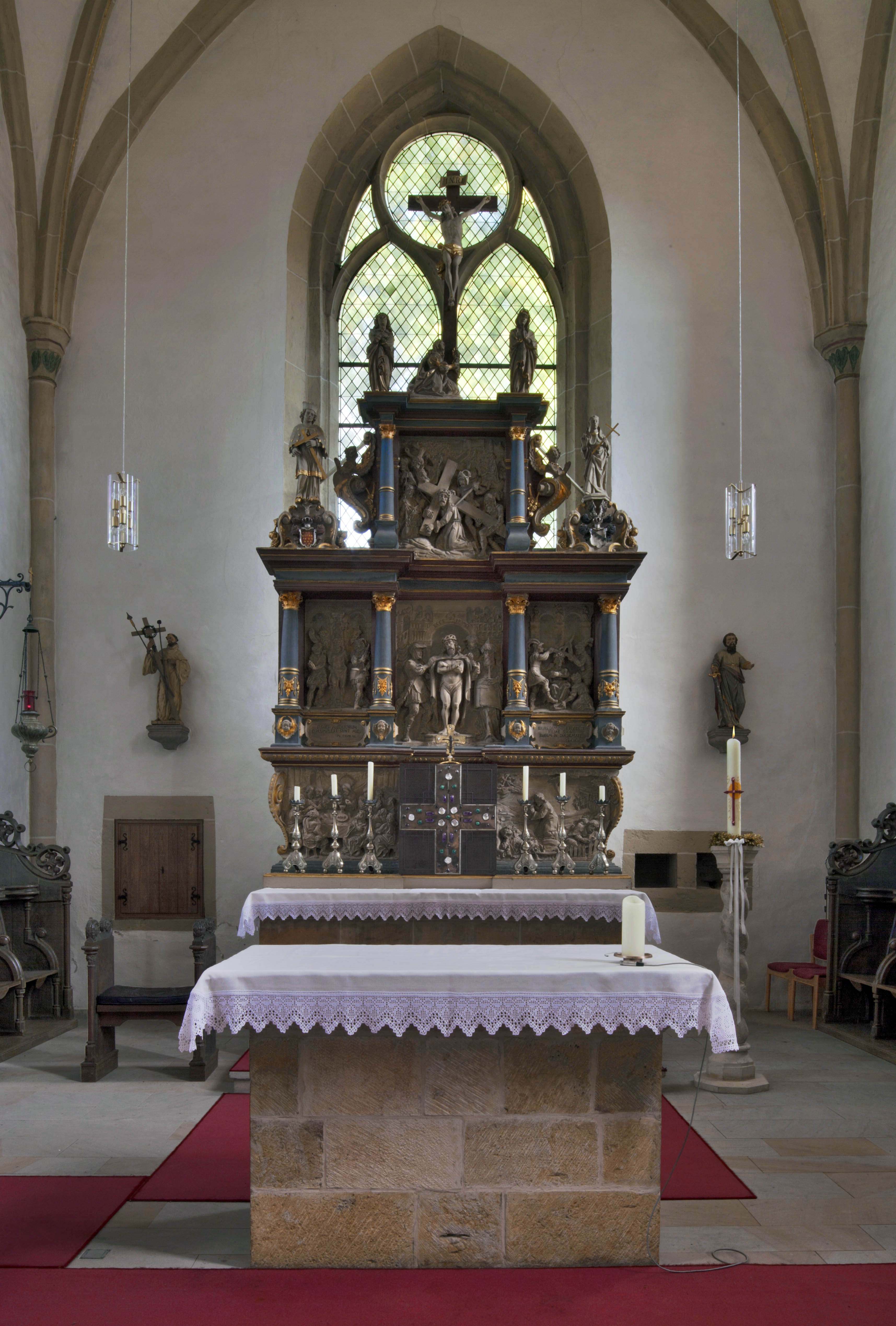
Der Hochaltar von Heinrich Meiering
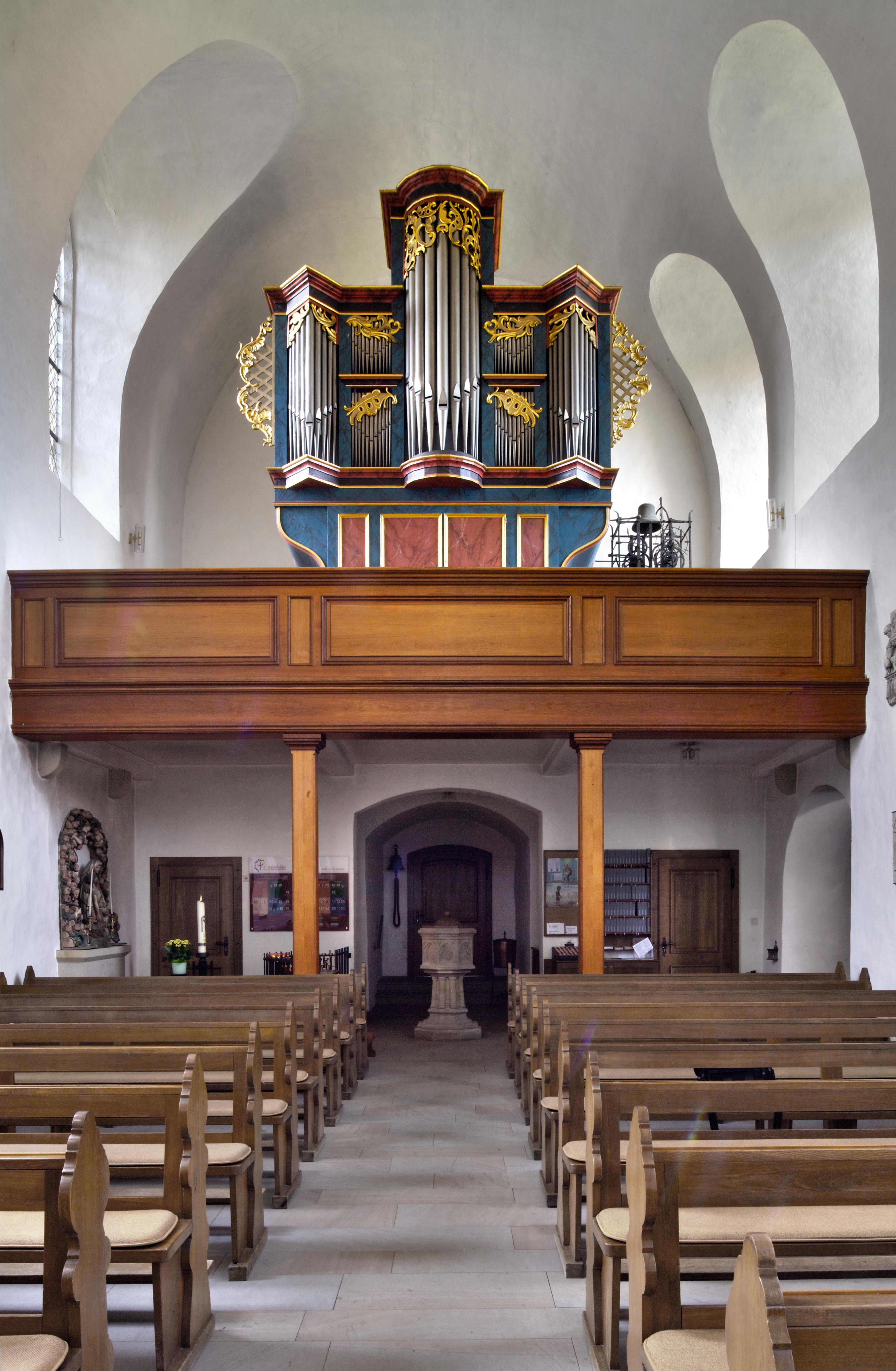
Westempore mit Orgel

### Hauptgebäude

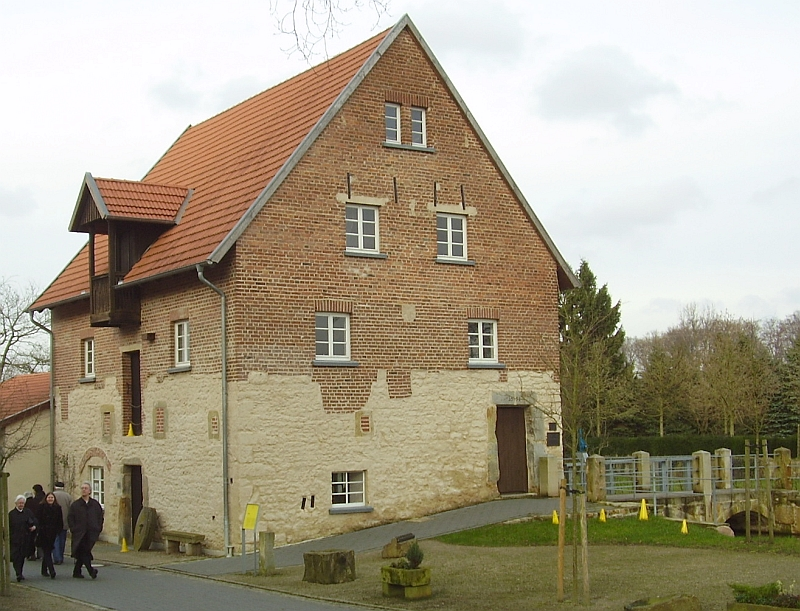
Die Klostermühle

Das zweiflügelige Hauptgebäude schließt sich südlich an die Klosterkirche an. Sein Westflügel wurde 1817 nach einem Brand unter Einbezug alter Bauteile im klassizistischen Stil wiederaufgebaut. Von seinem Vorgängerbau sind noch Reste eines altgotischen Kreuzganges erhalten. Der Kapitelsaal ist der einzige Raum der Klosteranlage, der noch im Originalzustand erhalten ist.
Der Südflügel des Hauptgebäudes stammt wohl aus dem 15. Jahrhundert. Er besitzt ein zweiflügeliges Portal mit einer vorgelagerten Freitreppe und ein gotisches Kellergewölbe. Nach Zerstörungen im Dreißigjährigen Krieg wurde er nach Osten verlängert und mit einem Treppengiebel im Stil der Renaissance ausgestattet.

### Außenanlagen
Südlich des Ostflügels schließt sich das Brau- und Backhaus an, dessen Kernsubstanz in das Mittelalter datiert, das außen aber auch architektonische Merkmale des 17. Jahrhunderts aufweist. Auch die zum Kloster gehörige Mühle ist noch erhalten, während von dem ehemaligen Schmiedegebäude nur noch Fundamente existieren.
1643 kauften die Klosterschwestern zudem einem überschuldeten Bürger sein Stadthaus in Bevergern ab, in dem sie in Gefahrensituationen über das sogenannte Nonnenpättken Zuflucht suchen konnten.
Die Klosteranlage ist von weiträumigen Gartenanlagen und Waldgebieten umgeben, die heute ein beliebtes Ausflugsziel darstellen.